# Tryphon exiguus
Tryphon exiguus là một loài tò vò trong họ Ichneumonidae.